# Супса (річка)
Супса́ (груз. სუფსა) — річка в західній Грузії, що впадає в Чорне море.

## Основна інформація
Річка Супса бере свій початок зі схилів найвищої точки Месхетського хребта — Мепісцкаро (2850 м над рівнем моря). Довжина річки становить 108 км, площа басейну — 1130 км². Живлення водойми відбувається за рахунок дощової, снігової та підземних вод.
З давніх-давен річка була годувальницею місцевих жителів. За часів існування на території Грузії окремих князівств, найуспішніше утримували свої позиції ті князі, чиї володіння знаходилися поблизу гирла Супси. Сьогодні ж на березі водотоку розташоване лише одне селище, що носить таку ж назву, як і річка. У селищі мешкає близько 360 осіб, однак Супса має доволі розвинену інфраструктуру, адже в її околицях знаходиться нафтовий термінал нафтопроводу Баку — Супса, який постачає сировину з Азербайджану. Крім того, у селищі розташована однойменна залізнична станція.

## Морський порт у гирлі Супси
У 2010 році в гирлі річки Супса почалося будівництво найбільшого на той час вантажного порту на чорноморському узбережжі Грузії. Первинна вартість проекту становила близько 700 млн доларів, а всього до 2016 року планувалося інвестувати в інфраструктурний об'єкт 1,5 млрд доларів. За рахунок великої глибини причалів порт здатен приймати судна найбільшої водотоннажності. Роботу частини порту було розпочато 2012 року, однак будівельні роботи продовжилися й надалі.